# 62
El año 62 (LXII) fue un año común comenzado en viernes del calendario juliano, en vigor en aquella fecha.
En el Imperio romano, era conocido como el Año del consulado de Mario y Afinio (o menos frecuentemente, año 815 Ab urbe condita). La denominación 62 para este año ha sido usado desde principios del período medieval, cuando el Anno Domini se convirtió en el método prevalente en Europa para nombrar a los años.

## Acontecimientos
- 5 de febrero: en la actual Italia, la ciudad de Pompeya, a los pies del volcán Vesubio, es dañada por un fuerte terremoto. Temiendo una erupción del volcán, gran parte de sus 20 000 habitantes dejan sus hogares en una huida provocada por el pánico. (17 años después, una erupción sepultará Pompeya con todos sus habitantes).[1]

## Fallecimientos
- Persio, poeta satírico latino (n. 34).
- Santiago el Menor, religioso creyente, apóstol de Jesús de Nazaret.